# آندریا فیلیپی
آندریا فیلیپی (انگلیسی: Andrea Filipi؛ زادهٔ ۲۹ آوریل ۲۰۰۳) بازیکن فوتبال است.
وی همچنین در تیم ملی فوتبال Albania U17 بازی کرده‌است.